# Раублінг
Раублінг (нім. Raubling) — громада в Німеччині, розташована в землі Баварія. Підпорядковується адміністративному округу Верхня Баварія. Входить до складу району Розенгайм.
Площа — 44,20 км2. Населення становить 11 338 ос. (станом на 31 грудня 2020).